# Oldboys
Oldboys er en dansk komediefilm fra 2009, instrueret af Nikolaj Steen, der også har skrevet manuskriptet.

## Medvirkende
- Kristian Halken
- Robert Hansen
- Laura Christensen
- Rasmus Bjerg
- Leif Sylvester
- Ole Thestrup
- Elith Nykjær Jørgensen
- Niels Skousen
- Bodil Jørgensen
- Ralph Carlsson